# Zé Pequeno

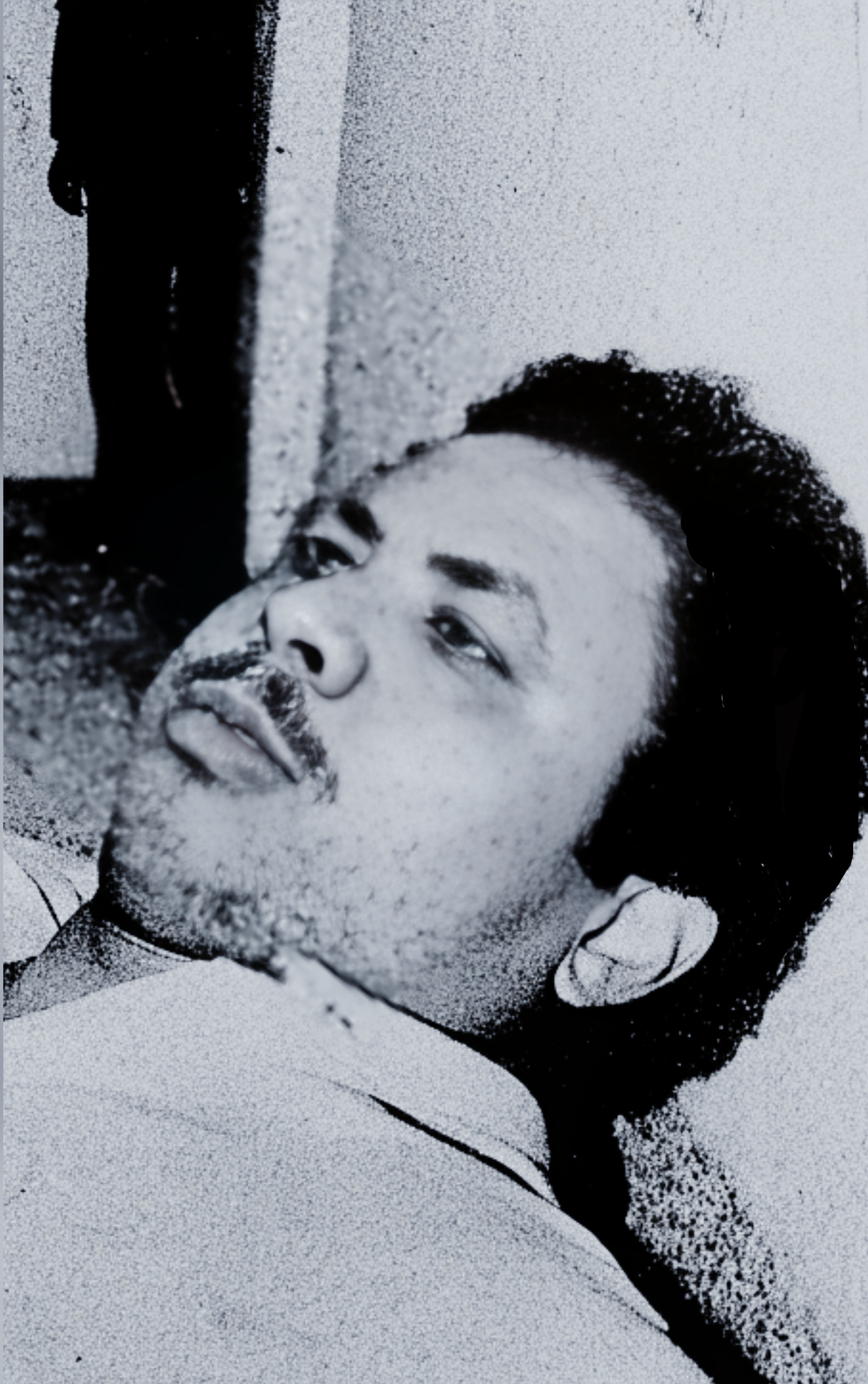
O corpo de Zé pequeno em 1985, na Cidade de Deus.

José Eduardo Barreto Conceição (Rio de Janeiro, 11 de abril de 1957 – Rio de Janeiro, 25 de dezembro de 1985), mais conhecido como Zé Pequeno, anteriormente conhecido como Dadinho, foi um criminoso do bairro carioca Cidade de Deus que atuou entre os anos 70 e 80.
Foi retratado de forma semificcional no filme Cidade de Deus, de 2002, onde foi interpretado por Leandro Firmino (fase adulta) e Douglas Silva (criança).